# Mistrzostwa Polski w Biegach Narciarskich 2006
Mistrzostwa Polski w Biegach Narciarskich 2006 – zawody w biegach narciarskich, które rozegrano w dniach 18 stycznia – 22 stycznia 2006 na trasach C.O.S. Istebna Kubalonka w Wiśle.

## Terminarz
| Data             | Godzina | Konkurencja                       | Złoto             | Srebro                      | Brąz                      | Źródło      |
| ---------------- | ------- | --------------------------------- | ----------------- | --------------------------- | ------------------------- | ----------- |
| 18 stycznia 2006 | ? CET   | Sprint stylem klasycznym kobiet   | Justyna Kowalczyk | Sylwia Jaśkowiec            | Kornelia Marek            | [ 1 ] [ 2 ] |
| 18 stycznia 2006 | ? CET   | Sprint stylem klasycznym mężczyzn | Janusz Krężelok   | Maciej Kreczmer             | Andrzej Michałek          | [ 1 ] [ 2 ] |
| 19 stycznia 2006 | ? CET   | 5 km stylem dowolnym kobiet       | Sylwia Jaśkowiec  | Kornelia Marek              | Anna Staręga              | [ 3 ]       |
| 19 stycznia 2006 | ? CET   | 10 kmstylem dowolnym mężczyzn     | Janusz Krężelok   | Maciej Kreczmer             | Tomasz Kałużny            | [ 3 ]       |
| 21 stycznia 2006 | ? CET   | Sztafeta 4×5 km kobiet            | AZS AWF Katowice  | LKS Witów Mszana Górna      | MKS Halicz Ustrzyki Dolne | [ 4 ]       |
| 21 stycznia 2006 | ? CET   | Sztafeta 4×10 km mężczyzn         | AZS AWF Katowice  | MKS Halicz Ustrzyki Dolne I | LKS Poroniec Poronin I    | [ 4 ]       |
| 22 stycznia 2006 | ? CET   | 15 km stylem klasycznym kobiet    | Sylwia Jaśkowiec  | Kornelia Marek              | Anna Staręga              | [ 5 ]       |
| 22 stycznia 2006 | ? CET   | 30 kmstylem klasycznym mężczyzn   | Maciej Kreczmer   | Kamil Fundanicz             | Piotr Śliwka              | [ 5 ]       |

## Wyniki
| Miejsce | Zawodniczka             | Czas       | Strata |
| ------- | ----------------------- | ---------- | ------ |
|         | Justyna Kowalczyk       | Finał A    |        |
|         | Sylwia Jaśkowiec        | Finał A    |        |
|         | Kornelia Marek          | Finał A    |        |
| 4.      | Marcela Marcisz         | Finał A    |        |
| 5.      | Weronika Przyczynek     | Finał B    |        |
| 6.      | Monika Napor            | Finał B    |        |
| 7.      | Dominika Parniewicz     | Finał B    |        |
| 8.      | Alicja Mrowca           | Finał B    |        |
| 9.      | Daria Śliwka            | 1/4 finału |        |
| 10.     | Małgorzata Kleszczyńska | 1/4 finału |        |

| Miejsce | Zawodnik         | Czas       | Strata |
| ------- | ---------------- | ---------- | ------ |
|         | Janusz Krężelok  | Finał A    |        |
|         | Maciej Kreczmer  | Finał A    |        |
|         | Andrzej Michałek | Finał A    |        |
| 4.      | Piotr Kocoń      | Finał A    |        |
| 5.      | Kamil Fundanicz  | Finał B    |        |
| 6.      | Piotr Śliwka     | Finał B    |        |
| 7.      | Rafał Węgrzyn    | Finał B    |        |
| 8.      | Grzegorz Gril    | Finał B    |        |
| 9.      | Mariusz Hluchnik | 1/4 finału |        |
| 10.     | Paweł Fundanicz  | 1/4 finału |        |

| Miejsce | Zawodniczka         | Czas        | Strata |
| ------- | ------------------- | ----------- | ------ |
|         | Sylwia Jaśkowiec    | 16.58,2 min |        |
|         | Kornelia Marek      | 17.32,6 min |        |
|         | Anna Staręga        | 17.46,5 min |        |
| 4.      | Urszula Zapotoczna  | 18.01,4 min |        |
| 5.      | Kinga Bieszczad     | 18.16,1 min |        |
| 6.      | Aleksandra Prekurat | 18.24,6 min |        |
| 7.      | Weronika Przyczynek | 18.32,5 min |        |
| 8.      | Beata Szymańczak    | 18.35,3 min |        |
| 9.      | Magdalena Ligocka   | 18.56,3 min |        |
| 10.     | Marcela Marcisz     | 18.59,9 min |        |

| Miejsce | Zawodnik            | Czas        | Strata |
| ------- | ------------------- | ----------- | ------ |
|         | Janusz Krężelok     | 29.30,7 min |        |
|         | Maciej Kreczmer     | 29.46,5 min |        |
|         | Tomasz Kałużny      | 30.38,7 min |        |
| 4.      | Rafał Węgrzyn       | 31.37,2 min |        |
| 5.      | Kamil Fundanicz     | 31.43,6 min |        |
| 6.      | Sławomir Jałowiczor | 32.00,2 min |        |
| 7.      | Mariusz Michałek    | 32.04,2 min |        |
| 8.      | Piotr Tkacz         | 32.07,0 min |        |
| 9.      | Dawid Waluś         | 32.09,0 min |        |
| 10.     | Bogusław Gracz      | 32.26,3 min |        |

| Miejsce | Klub                      | Czas        | Strata |
| ------- | ------------------------- | ----------- | ------ |
|         | AZS AWF Katowice          | 1:14.50,9 h |        |
|         | LKS Witów Mszana Górna    | 1:19.27,5 h |        |
|         | MKS Halicz Ustrzyki Dolne | 1:19.55,7 h |        |
| 4.      | UKS Rawa Siedlce          | 1:20.26,2 h |        |
| 5.      | UMKS Marklowice           | 1:21.53,8 h |        |

| Miejsce | Klub                         | Czas        | Strata |
| ------- | ---------------------------- | ----------- | ------ |
|         | AZS AWF Katowice             | 2:08.37,6 h |        |
|         | MKS Halicz Ustrzyki Dolne I  | 2:11.25,2 h |        |
|         | LKS Poroniec Poronin I       | 2:14.34,7 h |        |
| 4.      | AZS Zakopane                 | 2:17.43,0 h |        |
| 5.      | UMKS Marklowice              | 2:18.07,5 h |        |
| 6.      | LKS Poroniec Poronin II      | 2:22.00,8 h |        |
| 7.      | MKS Halicz Ustrzyki Dolne II | 2:27,19,7 h |        |
| 8.      | UKS Rawa Siedlce             | 2:29.12,0 h |        |
| 9.      | LKS Witów Mszana Górna       | 2:29.20,6 h |        |
| 10.     | MKS Wodzisław Śląski         | 2:42.43,7 h |        |

| Miejsce | Zawodniczka         | Czas        | Strata |
| ------- | ------------------- | ----------- | ------ |
|         | Sylwia Jaśkowiec    | 54.15,6 min |        |
|         | Kornelia Marek      | 54.41,8 min |        |
|         | Anna Staręga        | 56.51,2 min |        |
| 4.      | Urszula Zapotoczna  | 57.09,7 min |        |
| 5.      | Monika Długa        | 57.58,6 min |        |
| 6.      | Aleksandra Prekurat | 58.22,2 min |        |
| 7.      | Marcela Marcisz     | 58.37,0 min |        |
| 8.      | Weronika Przyczynek | 1:01.20,9 h |        |
| 9.      | Alicja Mrowca       | 1:03.42,2 h |        |
| 10.     | Monika Napora       | 1:05.41,7 h |        |

| Miejsce | Zawodnik            | Czas        | Strata |
| ------- | ------------------- | ----------- | ------ |
|         | Maciej Kreczmer     | 1:32.40,0 h |        |
|         | Kamil Fundanicz     | 1:36.24,8 h |        |
|         | Piotr Śliwka        | 1:36.47,4 h |        |
| 4.      | Grzegorz Bril       | 1:37.39,3 h |        |
| 5.      | Paweł Fundanicz     | 1:37.43,8 h |        |
| 6.      | Sławomir Jałowiczor | 1:38.44,1 h |        |
| 7.      | Arkadiusz Małyjurek | 1:39.16,1 h |        |
| 8.      | Mariusz Michałek    | 1:39.18,0 h |        |
| 9.      | ?                   | 1:39.23,2 h |        |
| 10.     | Piotr Kocoń         | 1:40.42,4 h |        |